# Saison 2 de Winx Club
Chronologie
Saison 1 Saison 3
La deuxième saison de la série d'animation Winx Club est diffusée du 19 avril au 14 juillet 2005 et comprend 26 épisodes. La série est conçue par Iginio Straffi, qui est également producteur et réalisateur de la série.
La saison suit la deuxième année du Winx Club à l'école d'Alféa, où elles s'efforcent d'obtenir une amélioration de leurs pouvoirs appelée « Charmix ». Un nouveau membre Layla est présentée dans le premier épisode de la saison. Pendant ce temps, les Trix sont libérées de leur prison par Lord Darkar, qui devient leur chef.

## Production
Le 21 avril 2004, la société de production de la série, Rainbow, annonce qu'une deuxième saison de la série est en cours.

## Épisodes
| № | #  | Titre                                                           | Première diffusion | Première diffusion | Code de prod. |
| № | #  | Titre                                                           | Italie             | France             | Code de prod. |
| --- | -- | --------------------------------------------------------------- | ------------------ | ------------------ | ------------- |
| 27 | 1  | Le Phœnix La fenice d'ombra                                     | 19 avril 2005      | N/A                | 201           |
| Les Winx fêtent la rentrée à Alféa. Mais les retrouvailles sont interrompues par l'arrivée de Layla et d'une petite créature qui fuyaient l'attaque d'un être démoniaque: le Phoenix...                                         |    |                                                                 |                    |                    |               |
| 28 | 2  | Les Mini-fées Il ritorno delle Trix                             | 21 avril 2005      | N/A                | 202           |
| A Alféa, Layla apprend aux Winx l'existence des minis-fées. Pendant ce temps, le Phoenix se fait de nouvelles alliées aux visages familiers... Qui pourra arrêter ce nouvel ennemi aux pouvoirs gigantesques ?                  |    |                                                                 |                    |                    |               |
| 29 | 3  | Les Mini-fées ont disparu Missione di salvataggio               | 26 avril 2005      | N/A                | 203           |
| Avec l'aide des Spécialistes, Layla guide Bloom et Stella vers la forteresse souterraine du Phoenix pour secourir les minis-fées. Mais l'expédition subit une attaque, et l'équipe perd le contacte avec Alféa...               |    |                                                                 |                    |                    |               |
| 30 | 4  | Un coup de foudre La Principessa Amentia                        | 28 avril 2005      | N/A                | 204           |
| Stella et Brandon, séparés du reste du groupe, découvrent Downland, un monde souterrain peuplé d'étranges créatures. Leur princesse tombe amoureuse de Brandon, et refuse de les laisser partir...                              |    |                                                                 |                    |                    |               |
| 31 | 5  | Connexion parfaite Magico Bonding                               | 3 mai 2005         | N/A                | 205           |
| Les Winx partent à la recherche de Brandon, resté à Downland pour sauver Stella. En chemin, elles doivent affronter les Trix, plus puissantes que jamais. Mais l'intervention d'un chevalier ailé complique la situation..      |    |                                                                 |                    |                    |               |
| 32 | 6  | Le mariage de Brandon Il matrimonio di Brandon                  | 5 mai 2005         | N/A                | 206           |
| Bloom, Stella, Layla et Sky se rendent à Downland où Brandon est sur le point d'épouser la Princesse Amentia. Sur le chemin, ils sont capturés...                                                                               |    |                                                                 |                    |                    |               |
| 33 | 7  | La pierre mystérieuse La pietra misteriosa                      | 10 mai 2005        | N/A                | 207           |
| Mme Faragonda accepte les mini-fées et Layla à Alféa, mais les Winx pensent qu'elle ne veut pas leur dire pourquoi Lord Darkar les avaient enlevées...                                                                          |    |                                                                 |                    |                    |               |
| 34 | 8  | Une fête inoubliable Il guastafeste                             | 12 mai 2005        | N/A                | 208           |
| Une cérémonie réunissant fées et sorcières est organisée à Fontaine Rouge. L'occasion pour les Winx de vivre une grande aventure...                                                                                             |    |                                                                 |                    |                    |               |
| 35 | 9  | Le secret du professeur Avalon Il segreto del professor Avalon  | 17 mai 2005        | N/A                | 209           |
| En cherchant à percer le mystère des ailes d'Avalon, Tecna et Digit découvrent une terrifiante prophétie: l'apparition d'une créature destructrice...                                                                           |    |                                                                 |                    |                    |               |
| 36 | 10 | La crypte du codex La cripta del codice                         | 19 mai 2005        | N/A                | 210           |
| Pendant que les Winx suivent un premier cours d'auto-défense magique, les Trix repartent à l'assaut du Codex... |    |                                                                 |                    |                    |               |
| 37 | 11 | La course contre la montre Corsa contro il tempo                | 24 mai 2005        | N/A                | 211           |
| Afin de s'emparer de la deuxième partie du Codex, Lord Darkar jette un sort aux mini-fées pour qu'elles aient le mal du pays et rentrent chez elles...                                                                          |    |                                                                 |                    |                    |               |
| 38 | 12 | Les Winx passent à l'action Unite per la vittoria               | 26 mai 2005        | N/A                | 212           |
| Les mini-fées prennent du repos, pendant que Musa rencontre Jared, un apprenti Spécialiste, qui veut l'interroger pour un article sur le simulateur...                                                                          |    |                                                                 |                    |                    |               |
| 39 | 13 | La danseuse La dama del ballo                                   | 31 mai 2005        | N/A                | 213           |
| Bloom, Stella, Musa et Layla sèchent les cours et partent avec les mini-fées pour Gardenia. Bloom veut accompagner sa mère au tribunal...                                                                                       |    |                                                                 |                    |                    |               |
| 40 | 14 | Bataille sur la planète Eraklyon Battaglia sul pianeta Eraklyon | 2 juin 2005        | N/A                | 214           |
| Le seigneur Yochinoya, qui cherche à s'emparer du pouvoir, a fait enlever la Princesse Diaspro par les cinq techno-ninjas de la Force P...                                                                                      |    |                                                                 |                    |                    |               |
| 41 | 15 | Que la fête continue Lo spettacolo continua                     | 7 juin 2005        | N/A                | 215           |
| Musa s'apprête à être la vedette d'un spectacle donné à la Fontaine Rouge, mais Stormy, sous une nouvelle apparence, prépare sa revanche...                                                                                     |    |                                                                 |                    |                    |               |
| 42 | 16 | Hallowinx ! Hallowinx!                                          | 9 juin 2005        | N/A                | 216           |
| Pour fêter Halloween, les Winx retournent sur Gardénia avec Bloom. Mais sa vieille ennemie Mitzi leur prépare un mauvais tour...                                                                                                |    |                                                                 |                    |                    |               |
| 43 | 17 | L'alliance improbable Gemellaggio con le Streghe                | 14 juin 2005       | N/A                | 217           |
| Pour protéger un fragment du codex convoité par les Trix, les Winx s'inscrivent à l'école de sorcière de la Tour Nuage. Mais les cours y sont difficiles, et les Winx commencent à se quereller...                              |    |                                                                 |                    |                    |               |
| 44 | 18 | Au cœur du danger Nel Cuore di Torrenuvola                      | 16 juin 2005       | N/A                | 218           |
| Les Trix passent à l'offensive pour s'emparer du fragment du codex caché à la Tour Nuage. Les Winx parviendront-elles à faire front ensemble contre leurs ennemies ?                                                            |    |                                                                 |                    |                    |               |
| 45 | 19 | L'espion de l'ombre La spia nell'ombra                          | 21 juin 2005       | N/A                | 219           |
| De retour à Alféa, les Winx doivent affronter un nouvel ennemi pour le moins surprenant: Bloom elle-même ! Possédée par un virus de l'ombre, elle se met à agir de manière suspecte...                                          |    |                                                                 |                    |                    |               |
| 46 | 20 | Le village des Pixies Il villaggio delle Pixies                 | 23 juin 2005       | N/A                | 220           |
| Pendant que les Winx partent en vacances avec les Spécialistes, le professeur Avalon est victime d'une plante vénéneuse. Pour le sauver, Livy part chercher un remède au village des minis-fées...                              |    |                                                                 |                    |                    |               |
| 47 | 21 | Le pouvoir du Charmix Il potere del Charmix                     | 28 juin 2005       | N/A                | 221           |
| Les Trix tendent un piège aux Winx dans la forêt des Terres Sauvages, et créent une armée de créatures de la forêt qui attaquent les fées. Les Winx parviendront-elles à conquérir le pouvoir de Charmix pour se défendre ?     |    |                                                                 |                    |                    |               |
| 48 | 22 | L'attaque des Trix Wildland: La grande trappola                 | 30 juin 2005       | N/A                | 222           |
| Layla, séparée du reste du groupe, doit affronter sa peur de la solitude. Pendant ce temps, Timmy organise la défense des autres fées contre les monstres de la forêt. Gagnera-t-il l'admiration de Tecna ?                     |    |                                                                 |                    |                    |               |
| 49 | 23 | Moment de vérité Il momento della verità                        | 5 juillet 2005     | N/A                | 223           |
| Layla et Flora restent au village des mini-fées pour les soigner grâce à l'Arbre de Vie. Pendant ce temps, à Alféa, le professeur Avalon révèle enfin son vrai visage.                                                          |    |                                                                 |                    |                    |               |
| 50 | 24 | La prisonnière du donjon Prigioniera di Darkar                  | 7 juillet 2005     | N/A                | 224           |
| Les Winx et les mini-fées mettent tout en oeuvre pour sauver Bloom, retenue prisonnière dans l'imprenable forteresse souterraine de Lord Darkar. Pour s'y introduire, Brandon doit demander de l'aide à la Princesse Amentia... |    |                                                                 |                    |                    |               |
| 51 | 25 | Face à face Faccia a faccia con il nemico                       | 12 juillet 2005    | N/A                | 225           |
| Les Winx et les Spécialistes se lancent à l'assaut de la forteresse de Lord Darkar. Pendant que les combats font rage, celui-ci use de son pouvoir sur Bloom pour s'emparer du pouvoir du Codex. Qui gagnera la bataille ?      |    |                                                                 |                    |                    |               |
| 52 | 26 | Le dernier combat Le ceneri della Fenice                        | 14 juillet 2005    | N/A                | 226           |
| Bloom se lance à corps perdu dans l'incantation ultime qui donnera le pouvoir absolu à Lord Darkar. Avec l'aide des Spécialistes, les Winx parviendront-elles à l'en empêcher à temps, et à vaincre Lord Darkar ?               |    |                                                                 |                    |                    |               |